# Święta Anna Samotrzecia (obraz ze Strzegomia)
Święta Anna Samotrzecia – obraz przedstawiający świętą Annę wraz z córką Marią i Dzieciątkiem Jezus.

## Dzieje
Obraz ten został namalowany przez nieznanego artystę pod koniec XIV stulecia, dla kościoła Karmelitów w Strzegomiu, fundowanego w 1382 r. przez króla czeskiego Wacława IV Luksemburskiego, ponadto łączy się z władcą fundację dzieła, które prawdopodobnie służyło jako część retabulum ołtarzowego. Kościół ten istniał do XVIII wieku. Wiadomo iż w XIX wieku obraz znajdował się u Hoffmanów, rodziny ze Strzegomia, którzy przekazali dzieło do wrocławskiego Schlesisches Museum für Kunstgewerbe und Altertümer. Ewakuowany podczas II wojny światowej. Od 1948 obraz znajduje się w zbiorach Muzeum Śląskiego, a następnie Narodowego we Wrocławiu.

## Wygląd
Jest to obraz namalowany techniką tempery na desce świerkowej, pokrytej złotą folią. Na tle rozbudowanej, częściowo ażurowej, gotyckiej w formie architektury tronu została ukazana grupa postaci (o układzie zbliżonym do trójkąta równoramiennego). Na kolanach tronującej świętej Anny zasiada Maryja tuląca do siebie Jezusa. Gest ten kojarzony jest z powszechnym w sztuce bizantyńskiej przedstawieniu Marii z Dzieciątkiem w typie Eleusy. Dzieciątko Jezus trzyma w prawej ręce sosułkę – płócienny woreczek wypełniony makiem i nasączony mlekiem. Sosułka znana już w sztuce starochrześcijańskiej jest odpowiednikiem współczesnego smoczka. Przedmiot ten interpretuje się jako znak duszy ludzkiej karmiącej się Słowem Bożym a jednocześnie jest zapowiedzią Męki pańskiej. Profetyczna symbolika została spotęgowana przez obecność szczygła (symbolizującego Pasję), który siedzi na sosułce. Odniesieniem do Męki jest także koralowy różaniec, który trzyma w lewej dłoni Święta Anna. Różaniec, którego kult znany jest od XIV wieku, jest też aluzją do pobożności babci Jezusa.
Od strony kolorystycznej obraz cechuje dwudział tonacji oscylujących z jednej strony wokół ciepłej kolorystyki architektury (róże i delikatne żółcie) a z drugiej na intensywnych, ciemnych błękitów i zieleni szaty świętej Anny. Karnacje cieliste z delikatnym użyciem ciemnych barw do modelunku światłocieniowego. Ponadto występują w różnych miejscach silnie rozbielone akcenty, we fragmentach widać złote tło.

## Analiza
Obraz ten jest przedmiotem ciągnącej się od drugiej połowy XIX wieku dyskusji historyków sztuki. Dzieło jest wytworem artysty który znał wczesny styl piękny, którego cechy wspólne pojawiają się na terenie całej niemal Europy. Strzegomska Święta Anna Samotrzecia jest najczęściej kojarzona z dwoma ośrodkami sztuki, które silnie wpłynęły na rozwój sztuki około 1400 roku. Pierwszym z nich jest Praga i międzynarodowe środowisko, przypuszczenia o czeskiej genezie dzieła oparte są szczególnie na sposobie ujęcia postaci i użycia zastosowanej tu symboliki. Natomiast wpływy franko-flamandzkie (twórczość malarzy miniaturzystów, nadwornych artystów księcia Jana de Berry z André Beauneveu na czele) widoczne są w formie architektonicznej scenerii i chłodnej gamie barwnej.